# Lyoneser Dichterschule
Lyoneser Dichterschule (franz. „École de Lyon“ oder „École lyonnaise“) lautet die traditionelle Bezeichnung einer informellen literarischen Gruppe, die sich um 1550 in Lyon vor allem in lyrischen Gattungen betätigte.
Das einigende geistige Band der Gruppe war die idealistische neuplatonische Vorstellung der Liebe, die man aus Italien übernommen hatte. Lyon erlebte in diesen Jahren dank seiner Nachbarschaft zum reichen und hochentwickelten Italien eine wirtschaftliche und intellektuelle Blüte (auch als ein Zentrum des Druckereiwesens), die es der Hauptstadt Paris für einige Zeit ebenbürtig sein ließ. Als die bedeutendsten Autoren der „Schule“ gelten Maurice Scève und Louise Labé. Weitere bekanntere Namen sind Pontus de Tyard, der später der Pariser Dichtergruppe La Pléiade beitrat, Thomas Sébillet oder Pernette du Guillet.